# Nisís Ágios Thomás
Nisís Ágios Thomás är en ö i Grekland.   Den ligger i regionen Attika, i den sydöstra delen av landet, 50 km väster om huvudstaden Aten.